# 삼성자산운용
삼성자산운용(三星資産運用)은 대한민국의 자산운용사다.

## 연혁
- 1997년: 삼성JP모건투자신탁운용 출범 이후 삼성투자신탁운용으로 사명 변경
- 1998년: 삼성생명이 '동양투자신탁' 인수 후 '삼성투자신탁증권'과 삼성생명투자신탁운용으로 분리
- 1999년: '삼성투자신탁운용'과 '삼성생명투자신탁운용'이 합병하여 삼성투자신탁운용 출범
- 2010년: 삼성자산운용으로 사명 변경
- 2014년: 삼성생명이 지분 100% 인수
- 2016년: 본사를 서울특별시 서초구 서초대로74길 11 (서초동)으로 이전
- 2017년: 자회사 삼성액티브자산운용, 삼성헤지자산운용 출범

## 같이 보기
- JP모건